# 京成トラベルサービス
京成トラベルサービス株式会社（けいせいトラベルサービス）は、千葉県八千代市に本社を置く、京成グループの旅行会社。京成カード加盟店。

## 概要
京成電鉄が成田国際空港にアクセスしていることを生かし、独自のノウハウで海外旅行や京成電鉄のスカイライナーによるミステリーツアー、京成3100形登場記念ツアーや京成AE100形のさよなら記念ツアーなどの京成電鉄によるツアーを企画している。国内旅行ではローズツアーというブランドで展開している。また、外貨両替も取り扱っていて、30種類以上の通貨の両替ができる。両替は京成上野駅・空港第2ビル駅・成田空港駅で行える。近畿日本ツーリストと提携している。

## 営業所・店舗
店舗の屋号には「京成トラベル」を使用している。

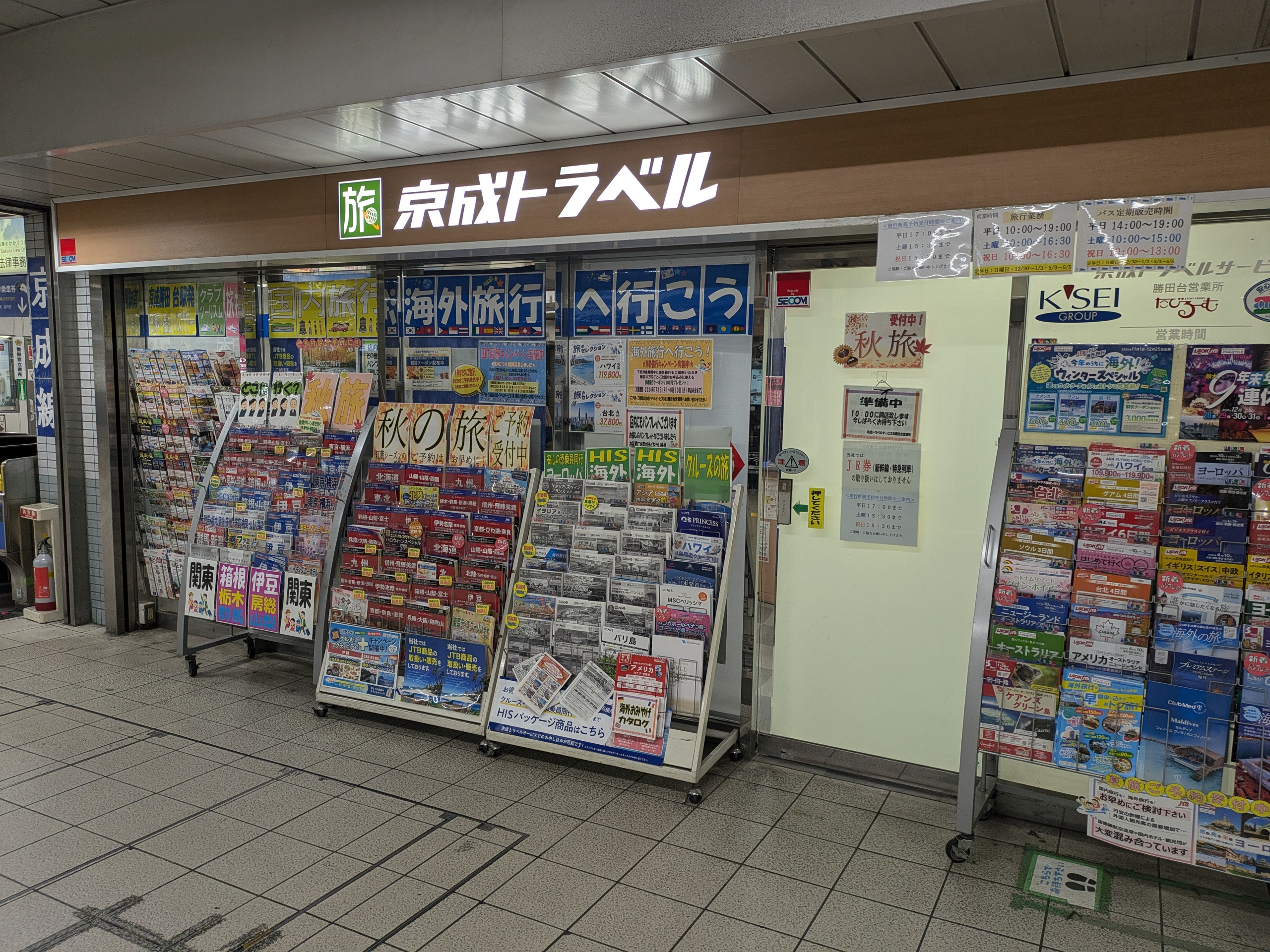
京成トラベル勝田台営業所

京成トラベル営業所一覧参照